# Rahay
Rahay é uma comuna francesa na região administrativa do País do Loire, no departamento de Sarthe. Estende-se por uma área de 19 km². Em 2010 a comuna tinha 163 habitantes (densidade: 8,6 hab./km²).